# Parathyma zynara
Parathyma zynara är en fjärilsart som beskrevs av Hans Fruhstorfer 1913. Parathyma zynara ingår i släktet Parathyma och familjen praktfjärilar. Inga underarter finns listade i Catalogue of Life.